# Xylocopa brasilianorum
Xylocopa brasilianorum is een vliesvleugelig insect uit de familie van de bijen en hommels (Apidae). De wetenschappelijke naam is gepubliceerd in 1767 door Linnaeus.